# Carles Romeu Müller
Carles Romeu Müller   (Barcelona, 17 de maig de 1948 - Madrid, 24 de juliol de 2021) conegut artísticament com a Romeu, fou un humorista gràfic, dibuixant de còmic, guionista i escriptor català de mare francesa. A més de ser el creador d'un conegut personatge de còmic, Miguelito, que va aparèixer diàriament entre 1976 i 2010 al diari El País, publicà llibres infantils.

## Carrera professional
Començà a dibuixar a la revista Nueva Dimensión a començaments dels anys setanta. També va dibuixar a Fotogramas, Bocaccio, Por Favor, Charlie Mensuel, Triunfo, Interviú, Playboy o National Show. Juntament amb en Tom (Antoni Roca) va dirigir el setmanari Mata Ratos, i varen fundar la revista El Jueves. També van fer guions per a TV3 (Tres i l'astròleg o Filiprim). Va crear el famós personatge "Miguelito", i dibuixà una vinyeta còmica titulada Historias de Miguelito al diari El País des del seu primer número i fins a 31 de desembre de 2009, i també a la revista Muy Interesante.
L'any 2011 li fou concedit el Premi Internacional d'Humor Gat Perich.

### Polèmica
El juny de 2009, una vinyeta de Romeu va fer que l'American Jewish Committee, un lobby estatunidenc, critiqués el diari El País per permetre el que consideraven un acte antisemita repetit pel mateix dibuixant i per segon any consecutiu.

## Obres
Romeu va escriure llibres com Desacostumari català, Diez Palmos, Lápices mágicos, o Manual del ocio.